# Beverley Whitfield
Pour les articles homonymes, voir Whitfield.
Beverley Joy Whitfield, née le 15 juin 1954 à Wollongong et morte le 20 août 1996 à Shellharbour, est une nageuse australienne.

## Carrière
Aux Jeux olympiques d'été de 1972 à Munich, Beverley Whitfield remporte la médaille d'or sur 200 mètres brasse, avec un record olympique de 2 min 41 s 71. Elle est aussi médaillée de bronze sur 100 mètres brasse.
Elle entre à l'International Swimming Hall of Fame en 1995.